# Junior Eurovision Song Contest 2006
La quarta edizione del Junior Eurovision Song Contest si è svolta il 2 dicembre 2006 presso la Sala Polivalentă di Bucarest, in Romania.
Il concorso si è articolato in un'unica finale condotta da Andreea Marin Bănică, Ioana Ivan ed Andrei Mateiu, ed è stato trasmesso in 19 paesi (inclusa l'Australia). La durata totale del concorso è stata di 2 ore e 15 minuti.
In questa edizione edizione hanno debuttato il Portogallo, l'Ucraina e la Serbia, prima partecipazione come Paese indipendente. Cipro ha confermato il suo ritorno dopo il ritiro in extremis avvenuto durante l'edizione precedente, mentre la Danimarca, Lettonia, Norvegia e Regno Unito hanno annunciato il proprio ritiro dal concorso.
Mentre la Serbia e Montenegro, venne esclusa dalla partecipazione a seguito del referendum sull'indipendenza del Montenegro, in effetti il paese non esisteva più.
Le vincitrici sono state le gemelle Anastasija & Maria Tolmačëvy per la Russia con Vesinnij jazz.

## Organizzazione
Come è già accaduto durante l'edizione precedente, l'Unione europea di radiodiffusione (UER), ha annunciato che sarebbero state le emittenti interessate a presentare una candidatura per organizzare la manifestazione.
Nel 2005, è stato annunciato che la Romania con l'emittente nazionali TVR avrebbero avuto l'onore di organizzare la manifestazione, battendo le candidature della Croazia (HRT) e quella dei Paesi Bassi (AVRO).

### Scelta della sede
Subito dopo la conferma dell'organizzazione, TVR confermò che la sede sarebbe stata la Sala Polivalentă, arena collocata all'interno del Parco Tineretului, parco pubblico nella zona meridionale della capitale rumena Bucarest. Con una capacità di 12.000 persone, viene utilizzata per ospitare concerti e per sport al coperto tra cui tennis, ginnastica, pallavolo, basketball, sollevamento pesi e wrestling.

### Presentatori
I presentatori incaricati di condurre l'evento sono stati: Andreea Marin Bănică, Ioana Ivan ed Andrei Mateiu.
- Andreea Marin Bănică, presentatrice dell'emittente dal 1994, ha raggiunto notorietà nazionale con il programma a tematiche sociali Surprize, Surprize.[3]
- Ioana Ivan, attrice e personaggio televisivo, si tratta della prima conduttrice "bambina" della manifestazione.
- Andrei Mateiu, noto anche come Bubu, è un cantante conosciuto per aver rappresentato il suo paese al Junior Eurovision Song Contest 2003, è stato il presentatore della "Green Room".

## Stati partecipanti

Stati partecipanti
Stati che hanno partecipato in passato ma non nel 2006

Stati partecipanti
     Stati che hanno partecipato in passato ma non nel 2006
| Stato                   | Artista                                | Brano                     | Lingua         | Processo di selezione                                     |
| ----------------------- | -------------------------------------- | ------------------------- | -------------- | --------------------------------------------------------- |
| Belgio                  | Thor Salden                            | Een tocht door het donker | Olandese       | Eurosong for Kids 2006, 1º ottobre 2006                   |
| Bielorussia             | Andrėj Kunec                           | Novyj den'                | Russo          | Junior Eurosong                                           |
| Cipro                   | Louis Panagiōtou & Christina Christofī | Agoria Koritsia           | Greco          | Ethnikos Telikos 2005, 30 settembre 2006                  |
| Croazia                 | Mateo Đido                             | Lea                       | Croato         | Dječja Pjesma Eurovizije 2006                             |
| Grecia                  | Chloī Sofia Boletī                     | Den peirazei              | Greco          | Eurovision Junior 2006                                    |
| Macedonia               | Zana Aliu                              | Vljubena                  | Macedone       | Junior EuroSong 2006                                      |
| Malta                   | Sophie DeBattista                      | Extra Cute                | Inglese        | Junior Song For Europe 2006                               |
| Paesi Bassi             | Kimberly                               | Goed                      | Olandese       | Junior Songfestival 2006                                  |
| Portogallo              | Pedro Madeira                          | Deixa-me sentir           | Portoghese     | Festival da Canção Junior 2006                            |
| Romania (organizzatore) | New Star Music                         | Povestea mea              | Rumeno         | Selecţia Naţională Eurovision Junior 2006, 1º giugno 2006 |
| Russia                  | Anastasija & Maria Tolmačëvy           | Vesennij jazz             | Russo          | Junior EuroSong 2006, 4 giugno 2006                       |
| Serbia                  | Neustrašivi Učitelji Stranih Jezika    | Učimo strane jezike       | Serbo, inglese | Izbor za dečju pesmu Evrovizije 2006, 1º ottobre 2006     |
| Spagna                  | Dani Fernandez                         | Te doy mi voz             | Spagnolo       | Eurojunior 2006                                           |
| Svezia                  | Molly Sandén                           | Det finaste någon kan få  | Svedese        | Stage Junior 2006, 2 settembre 2006                       |
| Ucraina                 | Nazar Sljusarčuk                       | Chlopčyk Rock 'n' Roll    | Ucraino        | Nacvidbir 2006                                            |

## L'evento
La manifestazione si è svolta il 2 dicembre 2006 alle 20:15 CET; vi hanno gareggiato 15 paesi.
Negli interval acts si sono esibiti: Ksenija Sitnik, vincitrice dell'edizione precedente, un'esibizione medley di break dance e balli tradizionali della Romania, oltre ad un medley degli ultimi tre brani rappresentanti della Romania.
| N° | Nazione     | Artista                                | Brano                     | Punti | Posizione |
| -- | ----------- | -------------------------------------- | ------------------------- | ----- | --------- |
| 01 | Portogallo  | Pedro Madeira                          | Deixa-me sentir           | 22    | 14        |
| 02 | Cipro       | Louis Panagiōtou & Christina Christofī | Agoria Koritsia           | 58    | 8         |
| 03 | Paesi Bassi | Kimberly                               | Goed                      | 44    | 12        |
| 04 | Romania     | New Star Music                         | Povestea mea              | 80    | 6         |
| 05 | Ucraina     | Nazar Sljusarčuk                       | Chlopčyk Rock 'n' Roll    | 58    | 9         |
| 06 | Spagna      | Dani Fernandez                         | Te doy mi voz             | 90    | 4         |
| 07 | Serbia      | Neustrašivi Učitelji Stranih Jezika    | Učimo strane jezike       | 81    | 5         |
| 08 | Malta       | Sophie DeBattista                      | Extra Cute                | 48    | 11        |
| 09 | Macedonia   | Zana Aliu                              | Vljubena                  | 14    | 15        |
| 10 | Svezia      | Molly Sandén                           | Det finaste någon kan få  | 116   | 3         |
| 11 | Grecia      | Chloī Sofia Boletī                     | Den peirazei              | 33    | 13        |
| 12 | Bielorussia | Andrėj Kunec                           | Novyj den'                | 129   | 2         |
| 13 | Belgio      | Thor Salden                            | Een tocht door het donker | 71    | 7         |
| 14 | Croazia     | Mateo Ðido                             | Lea                       | 50    | 10        |
| 15 | Russia      | Anastasija & Maria Tolmačëvy           | Vesennij jazz             | 154   | 1         |

12 punti
| N. | A           | Da                                                             |
| -- | ----------- | -------------------------------------------------------------- |
| 7  | Russia      | Belgio, Bielorussia, Croazia, Romania, Serbia, Svezia, Ucraina |
| 3  | Bielorussia | Malta, Portogallo, Russia                                      |
| 1  | Cipro       | Grecia                                                         |
| 1  | Croazia     | Macedonia                                                      |
| 1  | Grecia      | Cipro                                                          |
| 1  | Romania     | Spagna                                                         |
| 1  | Svezia      | Paesi Bassi                                                    |

## Portavoce
- Portogallo: Joana Galo Costa
- Cipro: Giōrgos Iōannidīs
- Paesi Bassi: Tess Gaerthé (Rappresentante dello Stato al Junior Eurovision Song Contest 2005)
- Romania: Andrea Nastase
- Ucraina: Assol' Gumenjuk
- Spagna: Lucía
- Serbia: Milica Stanišić
- Malta: Jack Curtis
- Macedonia: Denis Dimoski (Rappresentante dello Stato al Junior Eurovision Song Contest 2005)
- Svezia: Amy Diamond
- Grecia:	Alexandros Chountas
- Bielorussia: Liza Anton-Bajčuk
- Belgio: Sander Cliquet
- Croazia: Lorena Jelusić (Rappresentante dello Stato al Junior Eurovision Song Contest 2005)
- Russia: Roman Kerimov

## Trasmissione dell'evento e commentatori
| Paese                | Emittente | Stazione       | Commentatori                      | Note  |
| -------------------- | --------- | -------------- | --------------------------------- | ----- |
| Andorra              | RTVA      | ATV            | Sconosciuto                       |       |
| Australia            | SBS       | SBS Television | Nessuno                           |       |
| Belgio               | VRT       | Één            | Ilse Van Hoecke Jelle Cleymans    |       |
| Bielorussia          | BTRC      | BT Belarus TV  | Denis Kur'jan                     |       |
| Bosnia ed Erzegovina | BHRT      | BHT 1          | Sconosciuto                       |       |
| Cipro                | CyBC      | RIK 1          | Kyriakos Pastidīs                 |       |
| Croazia              | HRT       | HRT Plus       | Sconosciuto                       |       |
| Grecia               | ERT       | ERT 1          | Renia Tsitsimpikou Giōrgos Amyras |       |
| Israele              | IBA       | C1             | Nessuno                           | [ 5 ] |
| Macedonia            | MRT       | MTV 1          | Milanka Rašik                     |       |
| Malta                | PBS       | TVM            | Valerie Vella                     |       |
| Paesi Bassi          | AVRO      | Nederland 1    | Sipke Jan Bousema                 |       |
| Portogallo           | RTP       | RTP1           | Isabel Angelino                   |       |
| Romania              | TVR       | TVR1           | Ioana Isopecu Alexandru Nagy      |       |
| Russia               | VGTRK     | Rossija 1      | Ol'ga Šelest                      |       |
| Serbia               | RTS       | RTS2           | Duška Vučinić-Lučić               |       |
| Spagna               | TVE       | TVE1           | Fernando Argenta Lucho            |       |
| Svezia               | TV4       | TV4            | Adam Alsing                       |       |
| Ucraina              | NTU       | Pershyj        | Timur Mirošnyčenko                | [ 6 ] |

## Stati non partecipanti
- Armenia: ARMTV era in trattativa con l'UER per un possibile debutto nella competizione, tuttavia i piani non andarono a buon fine e il debutto venne posticipato all'edizione successiva.
- Danimarca: DR ha annunciato il ritiro dalla competizione per concetrarsi sul Melodi Grand Prix Junior, competizione canora scandinava per bambini e ragazzi, citando anche che la manifestazione getta troppa pressione sui giovani partecipanti.
- Norvegia: come la Danimarca, NRK ha annunciato il ritiro per concetrarsi sul Melodi Grand Prix Junior.
- Lettonia: LTV ha annunciato il ritiro citando problemi economici.
- Monaco: TMC aveva mostrato interesse nel partecipare,[7] tuttavia si è successivamente ritirata per motivi non specificati.
- Montenegro: a seguito della divisione della confederazione serbo-montenegrina, l'UER ha offerto all'emittente nazionale RTCG la possibilità di partecipare al concorso. Tuttavia l'emittente ha declinato l'invito, non prendendo parte alla competizione.
- Regno Unito: ITV ha annunciato il ritiro a causa dei bassi ascolti riscontrati nelle ultime tre edizioni.